# یوگنیوس
یوگنیوس (انگلیسی: Eugenius; ۱ ژانویهٔ ۰۳۴۵ – ۶ سپتامبر ۳۹۴) سیاستمدار اهل روم باستان بود. یک غاصب در امپراتوری روم غربی (۳۹۲–۳۹۴) علیه امپراتور روم تئودئوس یکم بود.